# Cadena Costera (Italia)
La Cadena Costera (en italiano, Catena Costiera o Catena Paolana) es la primera franja montañosa de los Apeninos calabreses. Se extiende a lo largo de unos 73 km en paralelo a la costa tirrena, entre el paso del Scalone, al norte, y la desembocadura del Savuto, al sur, que la separa del sector suroccidental de la Sila Piccola.

## Características
Los suaves relieves de la Cadena Costera están cubiertos de maquis al norte y hasta un cierto punto al sur, de hayedos entre los más silvestres de Calabria. Existe en la zona un microclima fresco que garantiza una vegetación de montaña a cotas bajas. Por la extrema humedad, sobre la vertiente que da directamente al mar Tirreno, ya desde los 500 metros se encuentran hayas. Tierra adentro de Fiumefreddo Bruzio y Amantea el paisaje cambia completamente: las cimas de los montes no son redondeadas, sino rocosas, las laderas no están recubiertas de bosques densos e ininterrumpidos, sino por formaciones desnudas consteladas de prados y con rocas diseminadas. Los relieves recuerdan en muchos aspectos a los montes de Orsomarso, pero son sólo una isla rodeada de bosques. Aquí se alza el Monte Cocuzzo (o Papogna) (1.541 m), la más alta cima de la Cadena Costera. Desde la cima se domina la mayor parte de la costa tirrena, desde el Cilento hasta el cabo Vaticano, las Islas Eolias, el Etna, los montes de Orsomarso, el Pollino, el valle del Crati con Cosenza, las cimas de La Sila, la cadena de las Sierras calabresas, el interior de Vibo Valentia y el Aspromonte.